# Bassa friulana

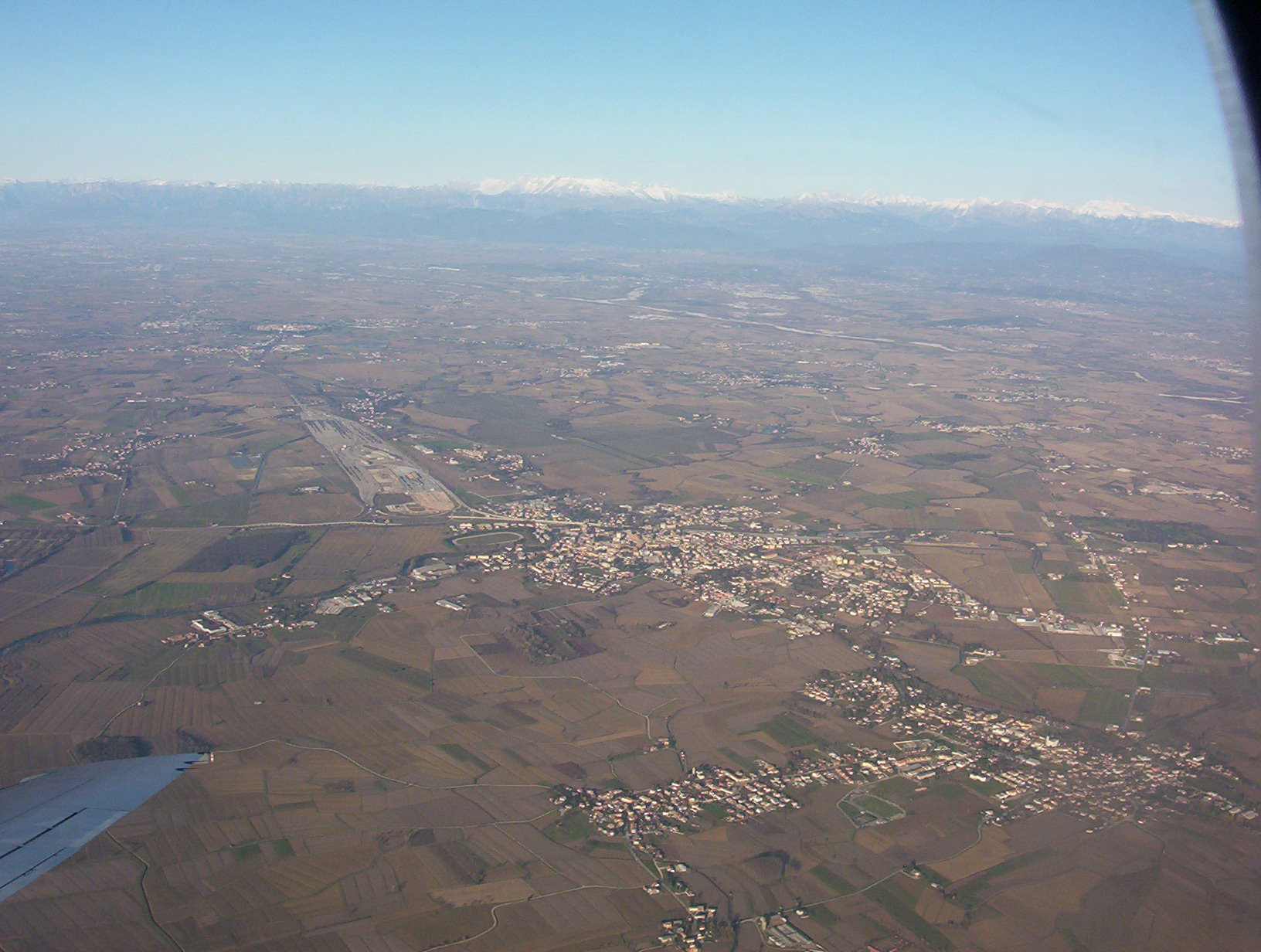
Cervignano del Friuli

Palmanova

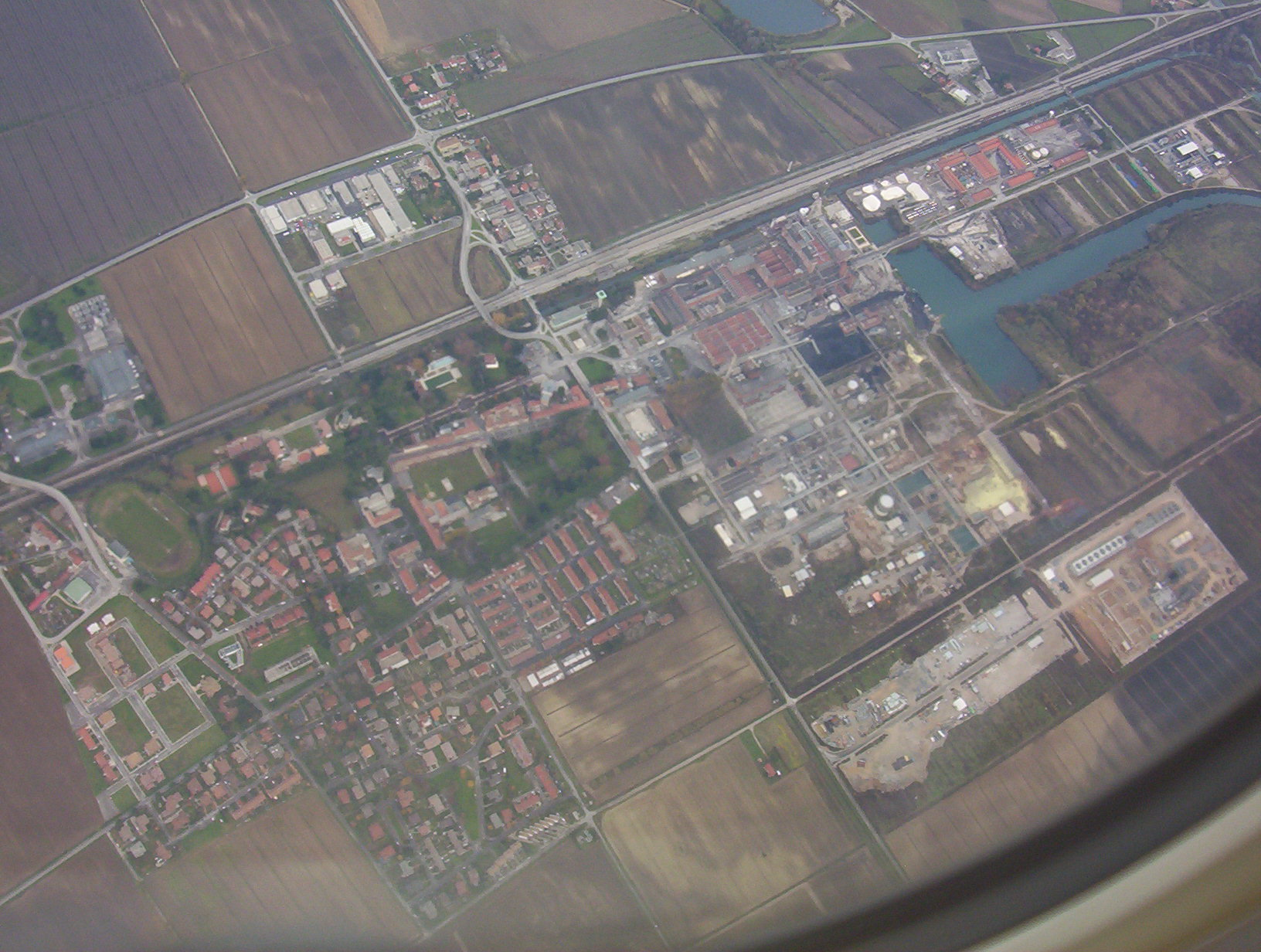
Torviscosa

La Bassa friulana (o La Bassa o Basso Friuli; conosciuta come Basse furlane in friulano, Bassa furlana nella variante goriziana o concordiese) è una regione geografica del Friuli caratterizzata dalla presenza di una pianura alluvionale nell'Italia nord-orientale che funge da terra di mezzo fra il continente europeo e l'Alto Adriatico, parte della più vasta Pianura veneto-friulana, compresa fra il fiume Livenza e la foce del Timavo. Il confine superiore della Bassa friulana è costituito dalla linea delle risorgive.

## Descrizione

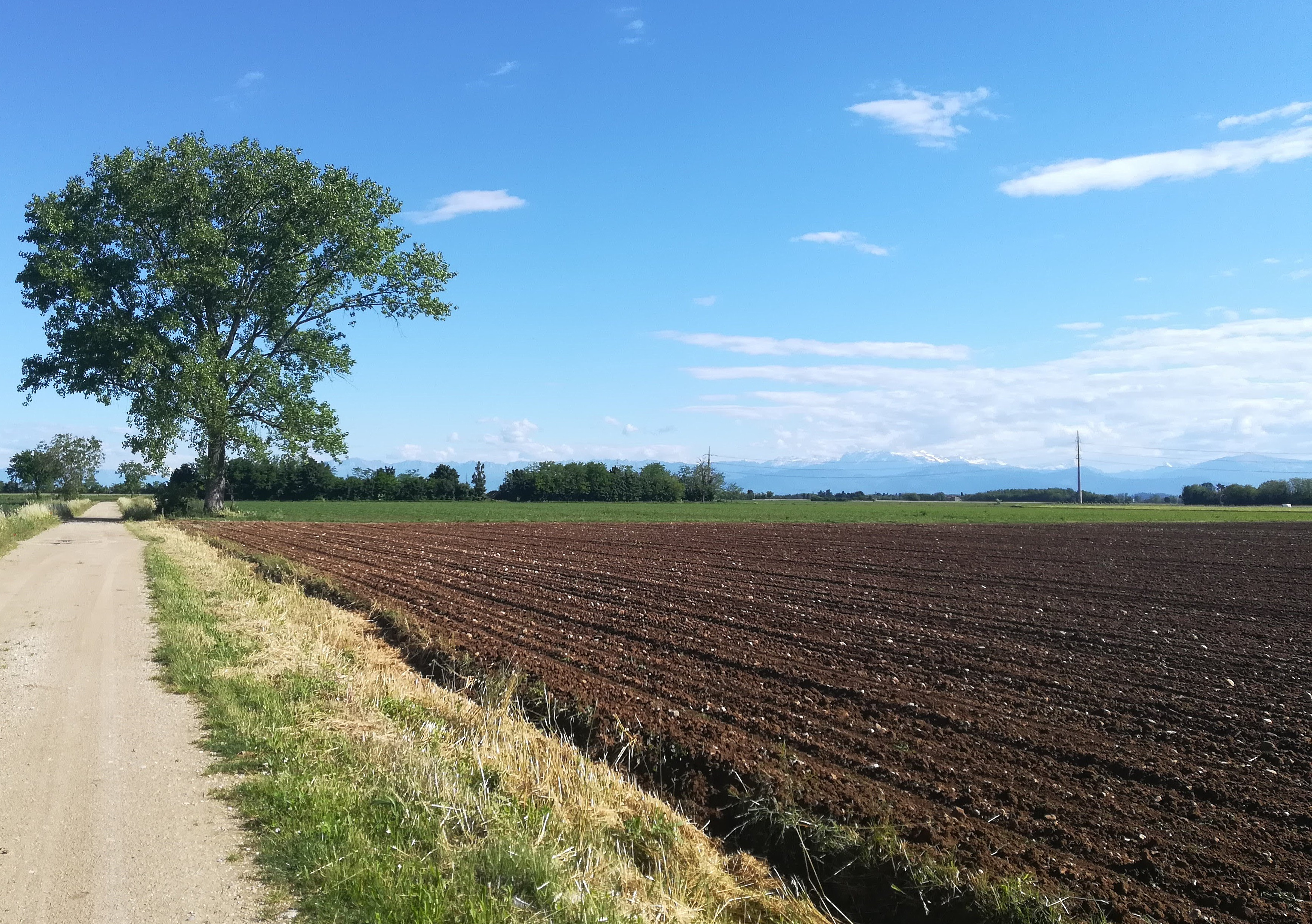
Tipico paesaggio della Bassa friulana (Mereto di Capitolo)

La zona è caratterizzata da una ricchissima rete idrica con i fiumi Livenza, Noncello, Meduna, Fiume, Lemene, Tagliamento, Stella, Torsa, Turgnano, Corno, Ausa, Natissa, Torre, Isonzo, Timavo ed altri, dalla fertilità dei suoli, dalla vicinanza al mare in particolar modo alla laguna di Marano Lagunare che con quella attigua di Grado dà vita ad uno dei più bei paesaggi naturali d'Italia. Esistono diverse aree protette come la Riserva naturale della Foce dell'Isonzo e la riserva naturale Foci dello Stella, con resti talora importanti dei boschi planiziali dell'antica Silva Lupanica che si estendeva in questi luoghi.

### Economia
La zona si è arricchita di insediamenti umani e attività produttive in periodi relativamente recenti la presenza in antichità di una estesa foresta (Silva lupanica) e l'eccessiva abbondanza d'acqua in assenza di sistemi di bonifica ha creato un notevole ostacolo alla colonizzazione. Da sempre territorio di passaggio, scambi e comunicazioni, ma anche d'invasioni, incursioni, devastazioni, miseria e pandemie.

### Lingua
La gente che vi abita pertanto è piuttosto eterogenea ed accanto alla prevalente popolazione friulana in provincia di Udine e nel Friuli Occidentale, nei paesi più rurali la lingua è il friulano, non solo italiana.
La parte centro-orientale della Bassa, fino al fiume Isonzo, parla il friulano goriziano.

## Comuni

### Provincia di Udine[1]
Fanno parte della bassa friulana i seguenti comuni in provincia di Udine: 
Aiello del Friuli, Aquileia, Bagnaria Arsa, Bicinicco, Carlino, Castions di Strada, Cervignano del Friuli, Fiumicello Villa Vicentina, Gonars, Latisana, Lignano Sabbiadoro, Marano Lagunare, Muzzana del Turgnano, Palazzolo dello Stella, Palmanova, Pocenia, Porpetto, Precenicco, Rivignano Teor, Ronchis, San Giorgio di Nogaro, Santa Maria la Longa, Terzo d'Aquileia, Torviscosa, Trivignano Udinese.

### Provincia di Gorizia
Fanno parte della bassa friulana i seguenti comuni in provincia di Gorizia: 
Grado, Turriaco.